# Osiedle Stefana Batorego (Poznań)

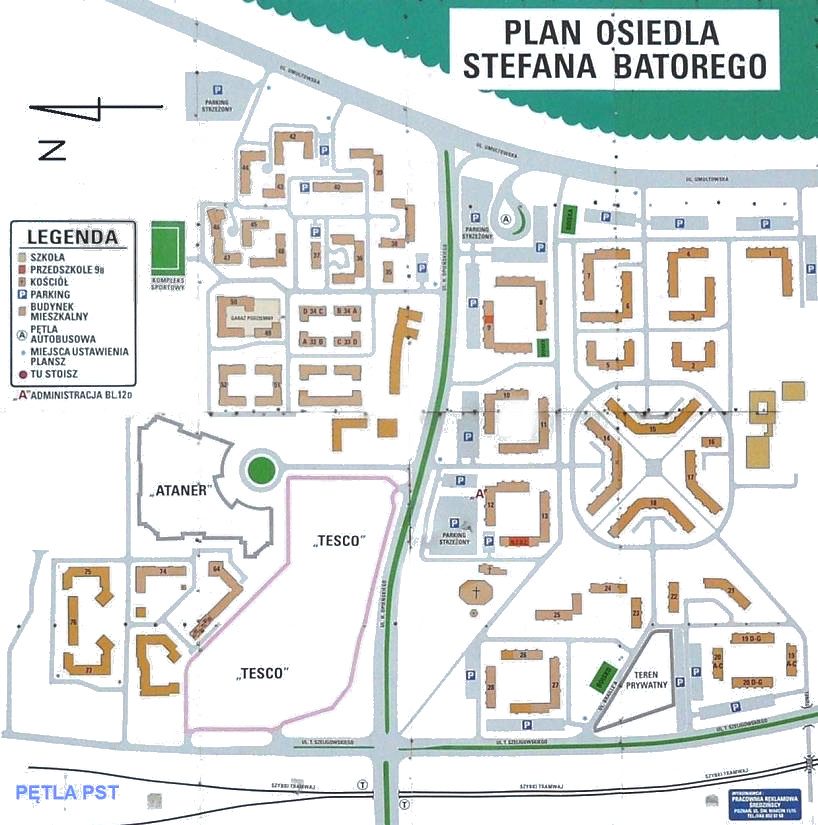
Plan jednostki na osiedlowej tablicy

Osiedle Stefana Batorego – osiedle mieszkaniowe w Poznaniu, na obszarze jednostki pomocniczej Osiedle Piątkowo, na Piątkowie.

## Charakterystyka
Sąsiaduje z osiedlem Bolesława Śmiałego. Na osiedlu znajdują się budynki 4- i 5-kondygnacyjne. Jednak zdarzają się również budynki zarówno 2-piętrowe jak i 8-piętrowe. Najnowszy budynek oznaczony numerem 55, mającym zróżnicowaną liczbę kondygnacji (4 - 6) i 120 mieszkań, został oddany do użytku w 2013 roku. Zespół budynków powstał na miejscu żwirowni gminnej, która została zlikwidowana podczas budowy osiedla. W środku osiedla znajduje się ulica Ludwika Braille'a. Osiedle składa się z dwóch części rozdzielonych ulicą Opieńskiego. Obydwie części mają różniącą się architekturę.

## Granice
Granice osiedla wyznaczają następujące ulice:
- ul. Szeligowskiego
- ul. Umultowska

Od północy granicą jest linia kolei obwodowej, a na południu park.

## Obiekty
- Parafia Narodzenia Pańskiego w Poznaniu[4]
- Szkoła Podstawowa nr 67 im. Jacka Kuronia[5]
- Pływalnia Miejska "Atlantis"

Na osiedlu swój początek ma  żółty szlak wiodący do rezerwatu Meteoryt Morasko.

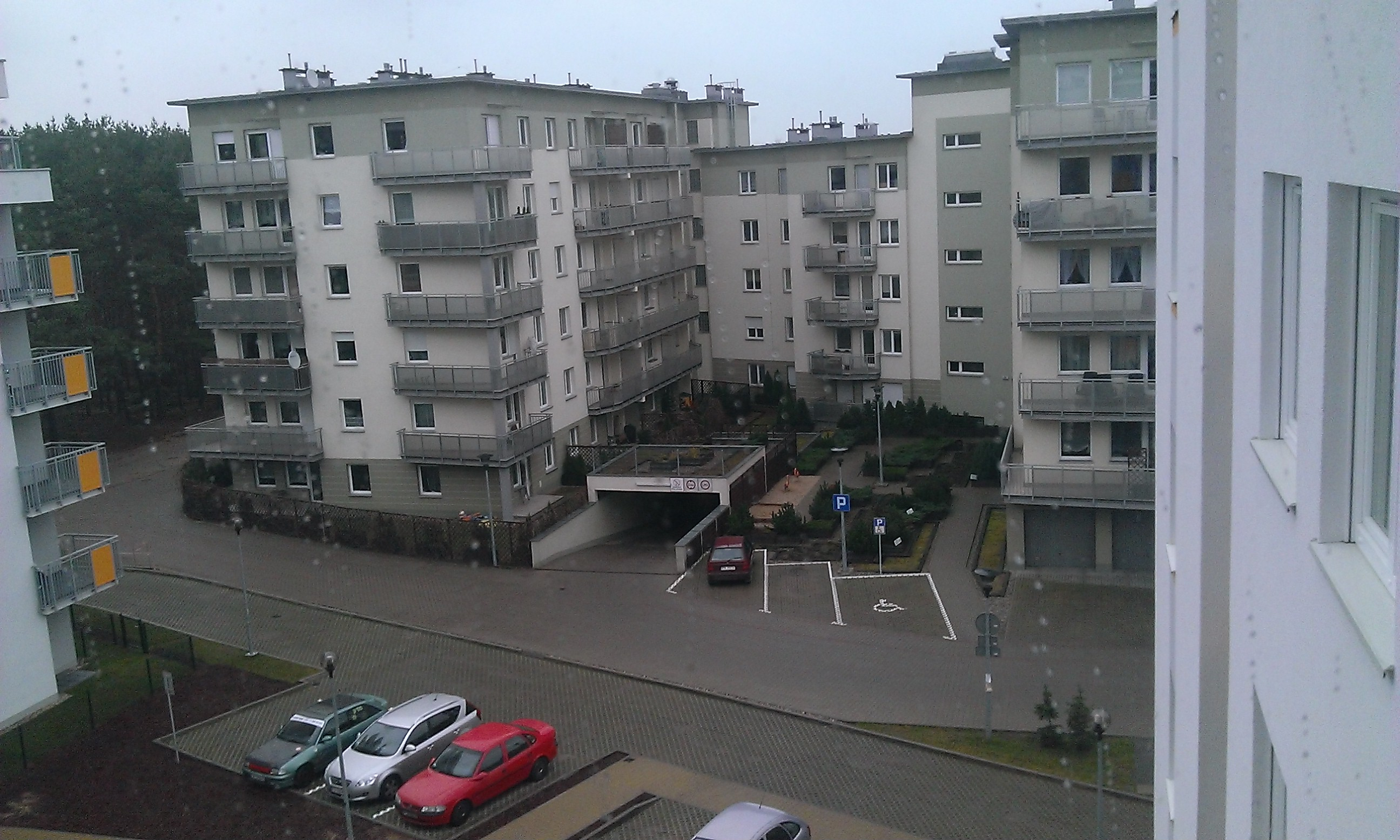
Blok 54
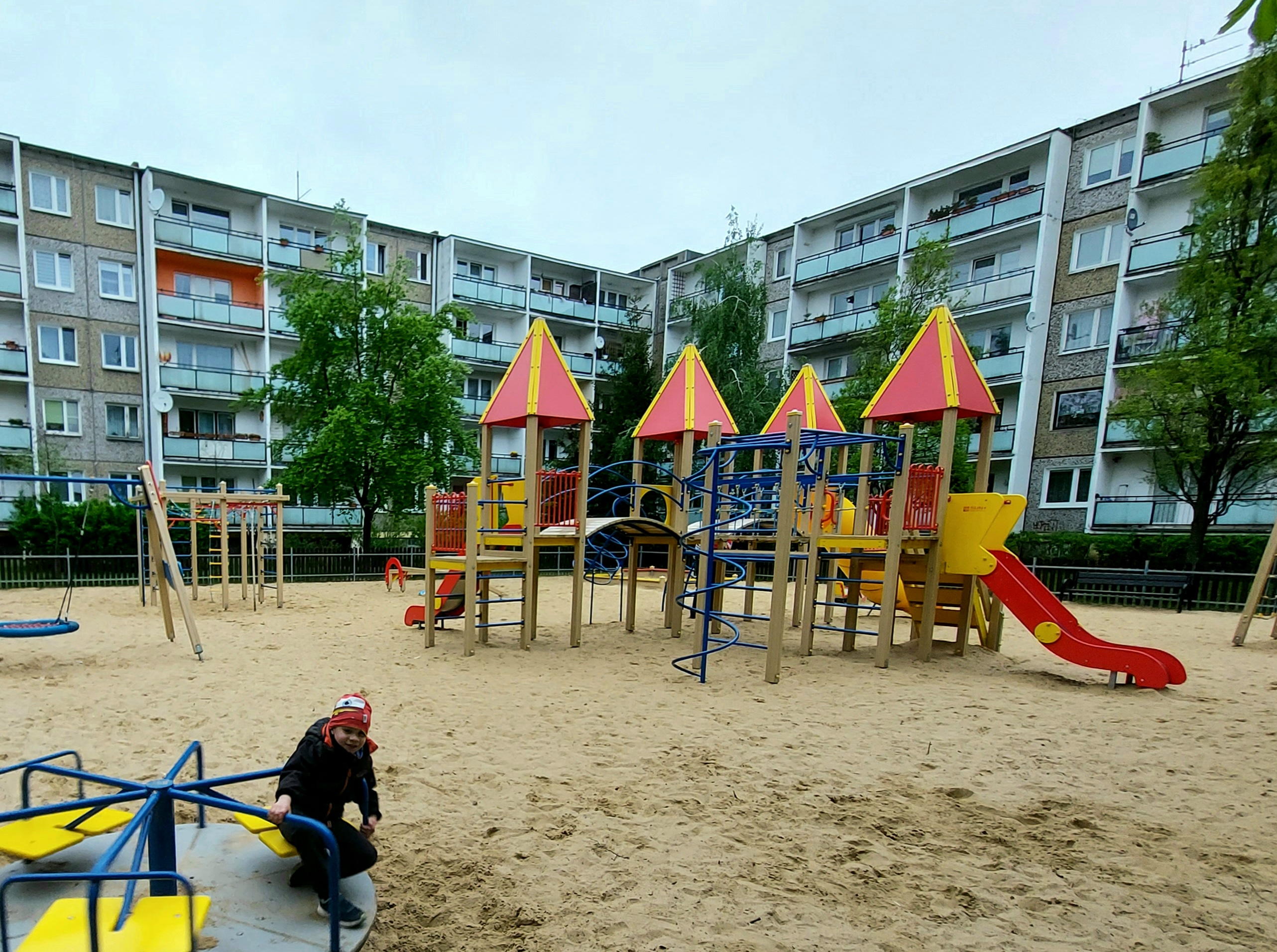
Plac zabaw przy blokach numer 10 i 11
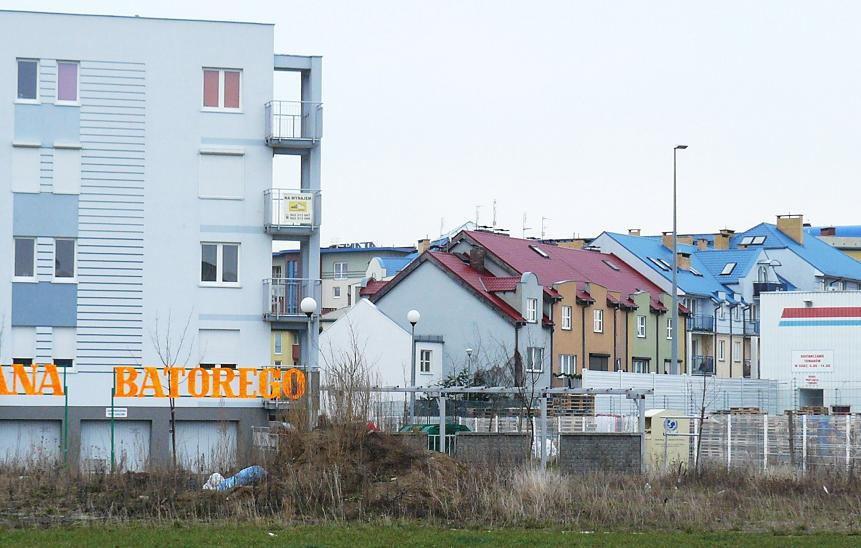
Przykład chaosu architektonicznego (grudzień 2009)